# Тюбингенская университетская библиотека
Тюбингенская университетская библиотека (нем. Universitätsbibliothek Tübingen) — главная библиотека Тюбингенского университета, одного из крупнейших и наиболее известных университетов земли Баден-Вюртемберг, Германия.
В библиотеке работали Герман Курц, Адальберт фон Келлер, Роберт фон Моль и Рудольф фон Рот.
После основания университета в 1477 году библиотека располагалась в так называемом Сапиэнцхаусе, позже её перенесли в Альте-Аула («Старую аудиторию»), бывшее главное здание университета, затем — в замок Хоэнтюбинген. Самое старое здание библиотеки на её нынешнем месте расположения (официально часть архитектурно-культурного наследия города) было построено в 1912 году; архитектором был Поль Бонац. Основная библиотека расположена в центре университетского квартала Тюбингена, к востоку от старого города, недалеко от большинства университетских зданий факультетов гуманитарных и социальных наук. Второй филиал библиотеки находится на окраине Тюбингена, в Morgenstelle, где расположены факультеты медицины и естественных наук.
В 1776 году библиотека насчитывала 15 тыс. экземпляров; к 1822 году это число увеличилось до 60 тыс., к 1912 — до 514 тыс., а к 1963 — до 1 204 тыс. На сегодняшний день общий фонд составляет примерно 3,4 млн экземпляров.
В 2008 году бюджет составлял чуть более 9 млн евро, количество сотрудников — 128 человек. Около 340 тыс. человек, что более чем в три раза превышает население города Тюбинген, были зарегистрированы в качестве пользователей (библиотекой могут пользоваться не только студенты университета, но любой житель Баден-Вюртемберга).